# Simon Forman
Simon Forman (Quidhampton, 31 de dezembro de 1552 — Rio Tâmisa, setembro de 1611) foi um célebre ocultista, astrólogo e herborista inglês ativo em Londres durante o período elizabetano.

## Biografia
Forman nasceu no dia 31 de dezembro de 1552 em Quidhampton, próximo à cidade de Salisbury, em Wiltshire, Inglaterra. Depois de um aprendizado malogrado como professor, em Salisbury, frequentou o Magdalen College, na Universidade de Oxford.
Depois de passar um breve período como professor, em Salisbury, mudou-se para Londres, em 1592, e em 1597 desenvolveu seu interesse pelo ocultismo. Abriu um consultório médico em Billingsgate, fornecendo remédios baseados na astrologia. Após sobreviver a epidemia de praga que assolou a cidade em 1594, sua reputação médica se espalhou - o que atraiu a atenção da Companhia de Barbeiros-Cirurgiões (atual Colégio Real de Cirurgiões, Royal College of Surgeons), que conseguiu bani-lo da prática da medicina. Nove meses mais tarde, logo após a morte de um de seus pacientes, Forman foi preso; continuou, no entanto, seu litígio com a Companhia dos Barbeiros-Cirurgiões, e eventualmente conseguiu obter uma licença para praticar a medicina, concedida pela Universidade de Cambridge.
Suas anotações, que detalham os conflitos com a Companhia e seus experimentos mágicos (em grande parte mal-sucedidos) estão atualmente na Biblioteca Bodleiana. Forman também possuía uma cópia do Picatrix, atualmente na Biblioteca Britânica. Em seus papéis Forman teria previsto sua própria morte, sobre um barco no rio Tâmisa.
Após sua morte, Forman foi envolvido no assassinato de Thomas Overbury, através de suas associações com duas pacientes, Lady Frances Howard e Anne Turner.

## Manuscritos
Forman deixou um grande conjunto de manuscritos que lidavam com seus pacientes e com todos os assuntos que lhe interessavam, da astronomia e astrologia à medicina, matemática e mágica. Seu Casebook ("Livro de Casos") é o mais famoso destes documentos, embora Forman também tenha composto diários e até mesmo uma autobiografia na terceira pessoa. Seus textos se revelaram um baú de tesouro para dados raros e pouco conhecidos deste que é um dos períodos mais estudados da história cultural recente. Seu conhecimento íntimo do círculo pessoal do dramaturgo William Shakespeare o tornou especialmente interessante para historiadores literários. Incidentalmente, uma das pacientes mais famosas de Forman foi a poetisa Emilia Lanier, uma das principais candidatas a ser a chamada Dark Lady ("Dama Escura") de Shakespeare.
Estudiosos modernos se utilizam, nos dias de hoje, das fontes produzidas por Forman para iluminar as vidas privadas de homens e mulheres das eras jacobitas e elizabetanas.